# Курмантау
Курмантау (баш. Ҡормантау) — село в Гафурийском районе Республики Башкортостан Российской Федерации. Входит в состав Бурлинского сельсовета.

## География

### Географическое положение
Находится на берегу реки Белой.
Расстояние до:
- районного центра (Красноусольский): 37 км,
- центра сельсовета (Бурлы): 6 км,
- ближайшей ж/д станции (Белое Озеро): 54 км.

## История
По материалам Первой ревизии, в 1722 году в деревне были учтены 14 душ мужского пола служилых мещеряков.

## Население
| 2002 | 2009 | 2010 |
| ---- | ---- | ---- |
| 489  | ↘451 | ↘420 |

Согласно переписи 2002 года, преобладающие национальности — татары (72 %), башкиры (27 %).